# Медаль «За службу в оккупационной армии»
Медаль «За службу в оккупационной армии» (англ. Army of Occupation Medal, дословно — «Медаль армии оккупации») была учреждена Военным министерством США 5 апреля 1946 года. Награждали ею военнослужащих США, которые служили не менее 30 дней в оккупационных частях после Второй мировой войны на территории Германии, Японии, Австрии или Италии.
Медаль сделана из бронзы, в поперечнике составляет 1,25 дюйма.
Аверс: изображение Ремагенского моста, надпись ARMY OF OCCUPATION (с англ. — «ОККУПАЦИОННАЯ АРМИЯ»).
Реверс: по центру изображение японской горы Фудзияма, японских джонок и даты 1945.